# Västerhus kapell

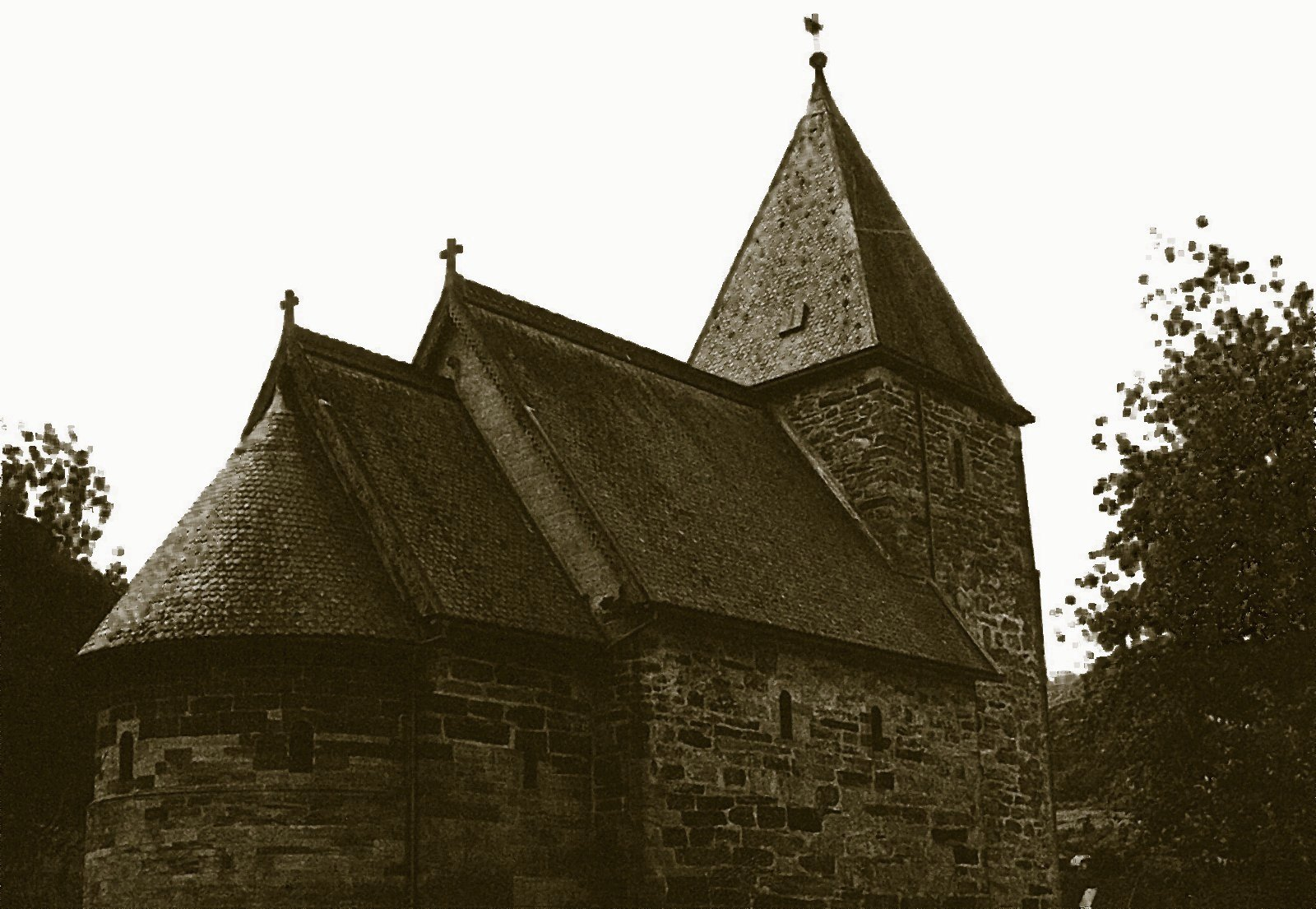
Hove Kirke i Sogn og Fjordane fylke på Vestlandet har samma uppbyggnad som Västerhus kapell.

Västerhus kapell på Frösön var troligen den första kristna kyrkan i Jämtland. En stavkyrka byggdes sannolikt vid mitten av 1000-talet, i samband med kristnandet. På 1100-talet byggdes den första kyrkan i sten i byn Västerhus på den västligaste delen av Frösön. Den romanska kyrkan hade ett rektangulärt långhus med ett torn i väster och ett smalare rakt kor i öster, samt en aldrig helt färdigbyggd absid. 
Västerhus församling införlivades sannolikt med Frösö församling under slutet av 1300-talet, men kyrkan verkar att ha använts ännu i slutet av 1400-talet.

## Skola
På den danske kungen Fredrik II:s befallning grundade biskopen i Trondheim år 1578 Jämtlands första skola i Västerhus kapell, och  skolverksamheten pågick till omkring år 1597.

## Ruinen

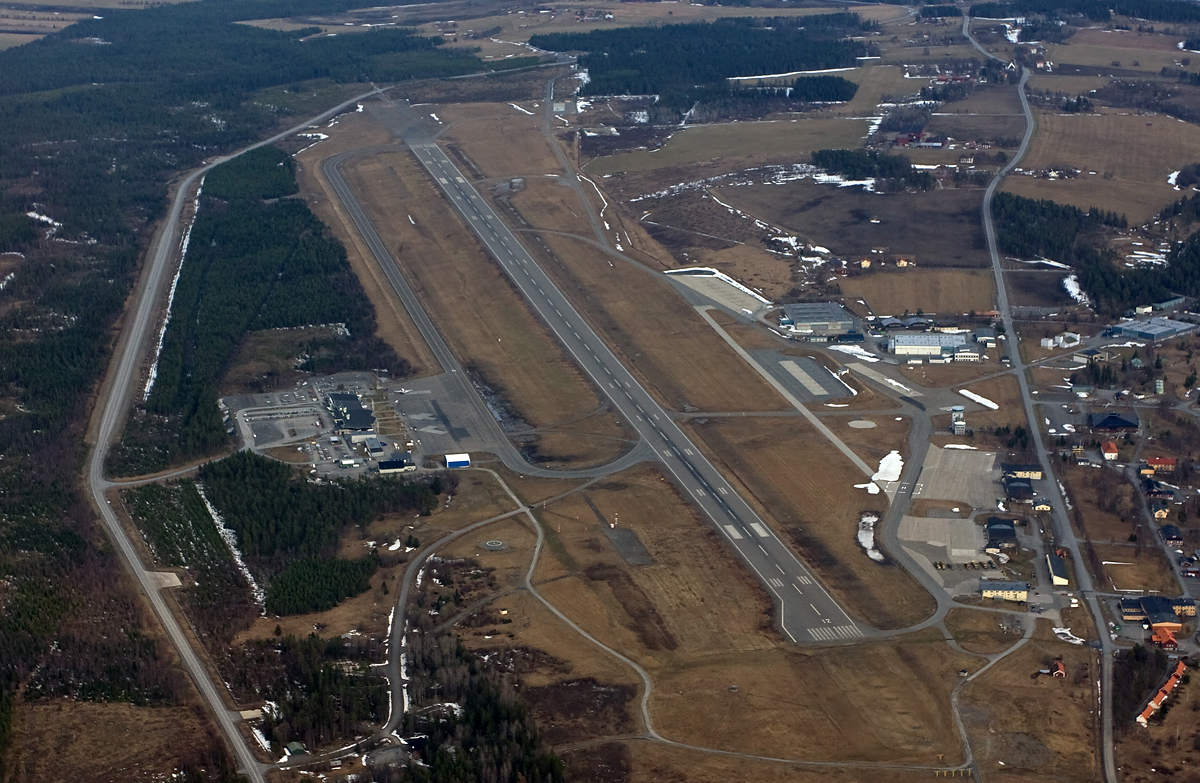
Ruinen låg direkt hitom landningsbanan för dagens Åre Östersunds flygplats.

Kyrkoruinen frilades vid arkeologiska utgrävningar år 1947.
1952 revs ruinen av Flygvapnets flottilj F4, då man behövde utvidga landningsbanan, men grunden markerades på marken med stenplattor samt en nedsänkt minnessten vars inskription designades av författaren och konstnären Aksel Lindström. 364 skelett av medeltida jämtar forslades då bort från kyrkogården och skickades för undersökning till Osteologiska institutionen vid Stockholms universitet. Begravningsplatsen hade använts i cirka 300 år. Av de  364 skeletten hade 184 individer dött före sju års ålder. 27 gick bort mellan 7 och 14 år. 15 mellan 14 och 20 år. 69 mellan 20 och 40 år. 65 mellan 40 och 60 år samt 5 individer runt 60 år. Antalet spädbarn begravda kan dock vara flera, då deras skelett kan försvinna helt efter en tid. Skeletten förvaras nu, trots flera vädjanden genom åren att återlämna dem för återbegravning på Frösön, på Statens historiska museum i Stockholm. De utgör ett klassiskt forskningsmaterial i svensk osteologi.
Ruinen har RAÄ nr 2528-K-0000-00-0010 hos Riksantikvarieämbetet.